# Premi Hugo a la millor revista professional
El Premi Hugo a la millor revista professional (Hugo Award for Best Professional Magazine) va ser un dels Premis Hugo atorgat cada any a revistes professionals de ciència-ficció o fantasia publicades en anglès o traduïdes l'any anterior. També s'atorguen premis Hugo a revistes no professionals a la categoria de fanzine i la categoria de fanzine semiprofessional. D'altres premis Hugo s'atorguen a novel·les, novel·les curtes, relats i relats curts.
Aquest premi s'ha atorgat anualment des del 1953 fins al 1972, amb l'excepció de l'any 1954, per la World Science Fiction Society. A partir de 1973 el premi es va reanomenar a "Premi Hugo al millor editor professional". El 1957 es va dividir en dues categories, per revistes angleses i estatunidenques, separació que no es va repetir més. A més d'aquests premis, i a partir del 1996 s'han atorgat els premis Restrospective Hugo (Hugo retrospectiu) pels anteriors 50, 75 o 100 anys anteriors. Fins al 2018, s'han atorgat premis retrospectius pels anys 1939, 1941, 1943, 1946, 1951 i 1954.
Els nomenats i premiats son escollits pels membres de la convenció anual Worldcon. La forma de votació és en forma de segona volta continua amb sis nomenats. Les novel·les nomenades són les sis més votades durant l'any pels membres sense cap límit en el nombre de nomenats. Des del 1959 es reconeix als sis candidats seleccionats. Les votacions es fan de gener a març, i les votacions a les sis novel·les candidates es fa aproximadament d'abril fins a juliol, depenent de quan se celebra la convenció, que acostuma a ser al setembre i a un lloc diferent del món cada any. L'any 2015 les dues categories del premi van quedar desertes.
Durant els 19 anys de premi, es van nomenar 12 revistes dirigides per 15 editors. D'aquestes, només 5 revistes i 8 editors van guanyar.